# Prima Zoom
Prima Zoom je dokumentárně vzdělávací televizní kanál společnosti FTV Prima. Své vysílání začal v pátek 1. února 2013 ve 20:00 na 3. multiplexu pozemního vysílání DVB-T. Sedm tematických bloků je ukotveno od pondělí do neděle v premiérách od 20.00 do 24.00 hod. se zaměřením na: Největší katastrofy, Po stopách historie, Fascinující příroda, Zaostřeno na války, Úžasné oceány, Zázraky říše zvířat, Tajemství Země a vesmíru.